# Жан-Батист Донасьєн де Рошамбо
Жан-Батист Донасьєн де Вімер де Рошамбо (фр. Jean-Baptiste Donatien de Vimeur de Rochambeau; 1 липня 1725 — 10 травня 1807) — французький шляхтич і генерал, який відіграв значну роль у Війні за незалежність США, командуючи французьким експедиційним корпусом, що прибув на допомогу американським патріотам. Також брав участь у бойових діях на ранніх етапах правління Наполеона.

## Військова діяльність у Європі
Рошамбо народився у Вандомі (провінція Орлеан, нині департамент Луар і Шер). Вчився в єзуїтському коледжі в Блуа. Після смерті старшого брата він вступив до кавалерійського полку і служив у Богемії, Баварії та на Рейні під час війни за австрійську спадщину. 
У 1742 році він вступив корнетом до кавалерійського полку під керівництвом герцога де Бролі, беручи участь у війні за австрійську спадщину, воював у Богемії, Баварії та Ельзасі, був ад'ютантом герцога Орлеанського, а пізніше графа Клермона. Разом з ним брав участь в облозі Антверпена та в битві при Рокурі у 1746 році.
У 1747 році Рошамбо отримав звання полковника. Брав участь в облозі Маастрихта у 1748 році та став губернатором Вандома у 1749 році. Після того, як він відзначився у битві при Менорці у 1756 році, на початку Семирічної війни, Рошамбо був підвищений до звання бригадного генерала піхоти. Під час облоги Порт-Магона у 1756 році він сприяв завоюванню цього міста. За заслуги був призначений шефом Овернського 17-го піхотного лінійного полку. У 1758 року воював у Німеччині, зокрема брав участь у боях під Крефельдом і Клостеркампом, де отримав кілька поранень.

## Війна за незалежність США

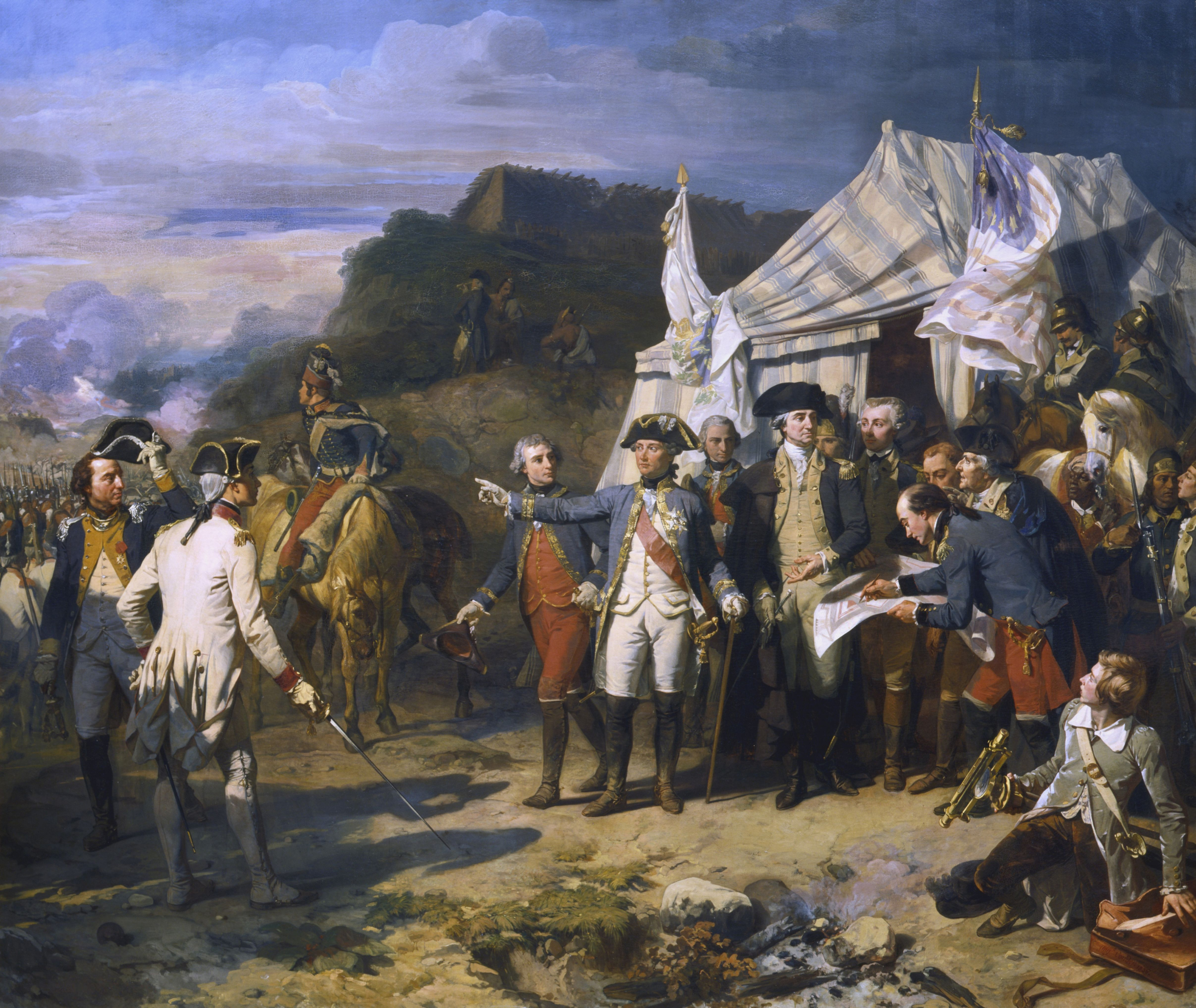
Битва при Йорктауні. Художник — Огюст Коде (Auguste Couder). Рошамбо і Вашингтон віддають останні накази перед битвою.

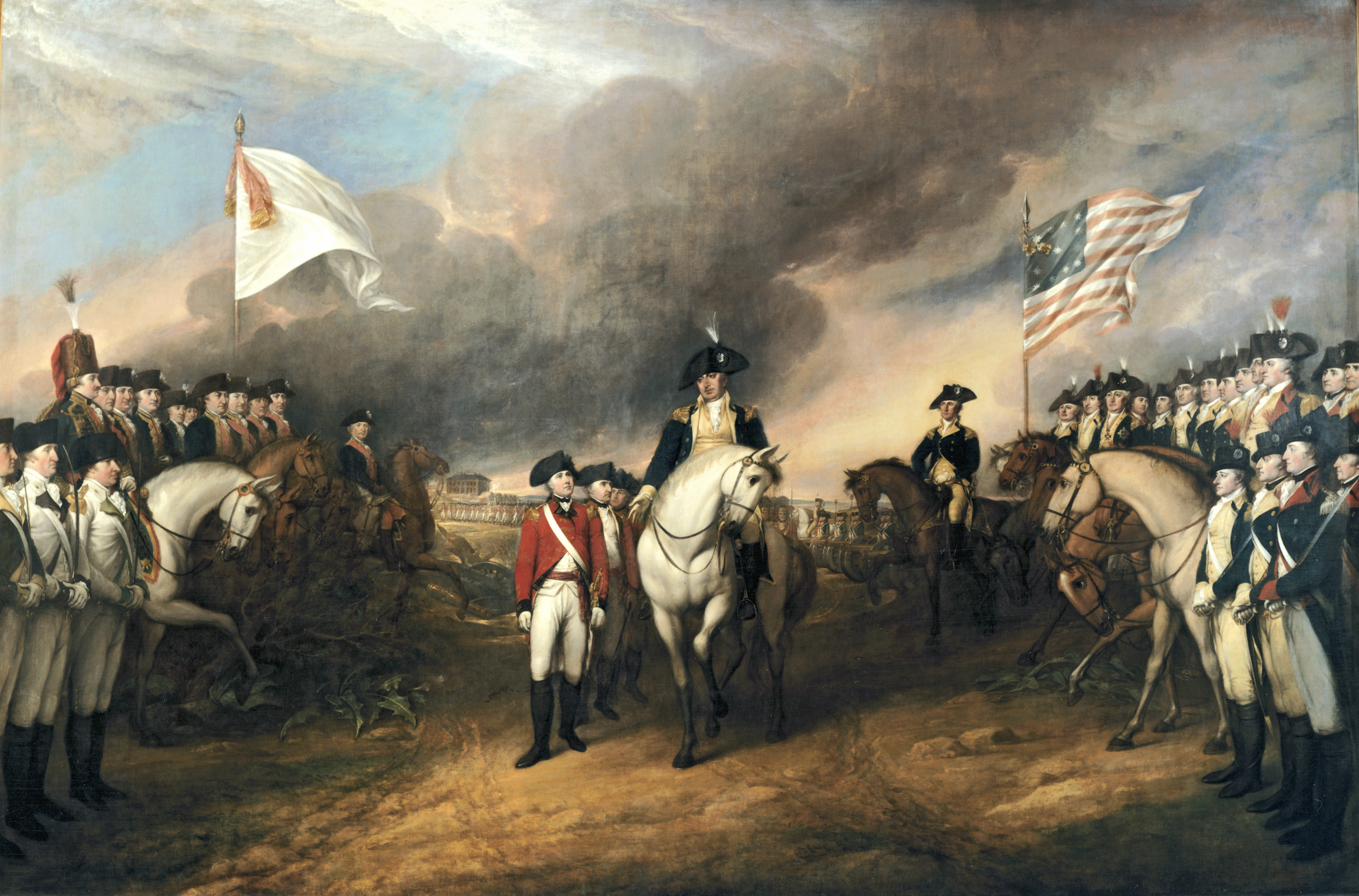
Капітуляція Корнуелса при Йорктауні. Художник Джон Трамбл (John Trumbull). Корнуелс капітулює перед французьким військом генерала Рошамбо (ліворуч) і американськими військами Вашингтона (праворуч). Олія, полотно, 1820 рік.

У 1780 році Рошамбо був призначений командувачем сухопутних військ, у складі експедиційного корпусу, який французький уряд послав на допомогу американським повстанцям. Отримавши звання генерал-лейтенанта, він командував близько 7 000 французькими військовими, які мали наказ приєднатися до Континентальної армії Джорджа Вашингтона. Армія Рошамбо налічувала більше військових, ніж армія Вашингтона на той час. Через це швед Ганс Аксель фон Ферзен, який був на службі у повстанців, не міг узяти командування на себе і служив у Рошамбо як ад'ютант та перекладач.
Військо під командуванням Рошамбо висадилося в Ньюпорті, штат Род-Айленд, 10 липня, але не вело бойових дій протягом року через те, що французький флот був заблокований англійцями в затоці Наррагансет. Французи базувалися в Браунівському університеті, який тоді ще був коледжем Род-Айленду, і в будівлі відомій як Edifice, яку перетворили на військовий шпиталь. У липні 1781 року військо Рошамбо вийшло з Род-Айленду, пройшовши через Коннектикут, щоб приєднатися до Вашингтона біля річки Гудзон. Об'єднані сили вирушили на облогу Йорктауна. 22 вересня вони з'єдналися з військами Маркіза де Лафайєта і 19 жовтня змусили лорда Корнуелса здатися.

## Повернення до Франції

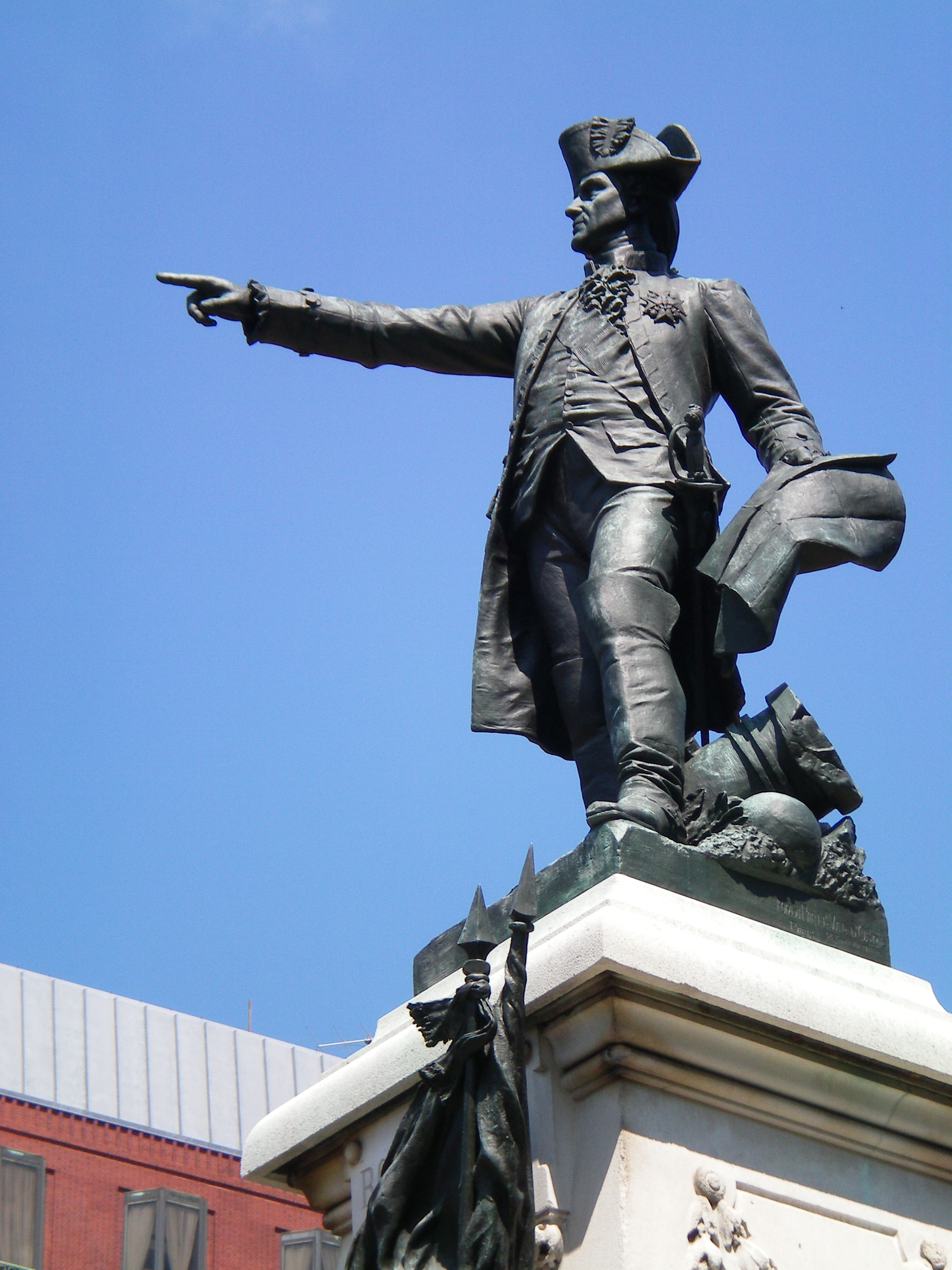
Генерал граф Жан де Рошамбо. Скульптура в парку Лафайєт у Вашингтоні, округ Колумбія.

Після повернення до Франції Рошамбо був прийнятий королем Людовиком XVI та призначений губернатором Пікардії, історичної провінції на півночі країни. Під час Французької революції він командував північною армією з моменту падіння старого режиму Людовика XVI в 1792 році і до початку правління Наполеона Бонапарта, що завершилося утворенням Першої Французької Імперії в 1804 році. 28 грудня 1791 року йому було присвоєно звання маршала Франції за швидке відновлення прикордонних редутів та укріплень на півночі країни, але він пішов у відставку 1792 року. Попри те, що Рошамбо підтримував Національні збори Франції, він був заарештований під час революційного терору і ледве уникнув гільйотини. Згодом Наполеон I відправив його на пенсію. 10 травня 1807 року Рошамбо помер у Торе-ла-Рошетті.
Його син, Донат'є Марі Жозеф де Вімер, був поважною фігурою під час французьких революційних і наполеонівських війн.

## Вшанування пам'яті
- Середня школа Рошамбо в Саутбері, Коннектикут.
- Французька міжнародна школа в Бетесда, штат Меріленд, названа Ліцеєм Рошамбо.
- Міст через річку Потомак у Вашингтоні, округ Колумбія, також називається мостом Рошамбо.
- Існують Проїзи Рошамбо в Грінбурзі, Нью-Йорк, та у Вільямсбурзі, штат Вірджинія.
- Існують проспекти Рошамбо в Провіденсі, Род-Айленд, і в Бронксі, Нью-Йорк.
- Вулиці Рошамбо розташовані в Нью-Бедфорді, штат Массачусетс, і Доббс Феррі, Нью-Йорк.
- У Ньюпорті, Род-Айленд, є пам'ятник Рошамбо.
- Інший пам'ятник розташований у Вашингтоні на Пенсильванія-авеню, навпроти Білого дому, в парку Лафаєт.